# Walser Privatbank

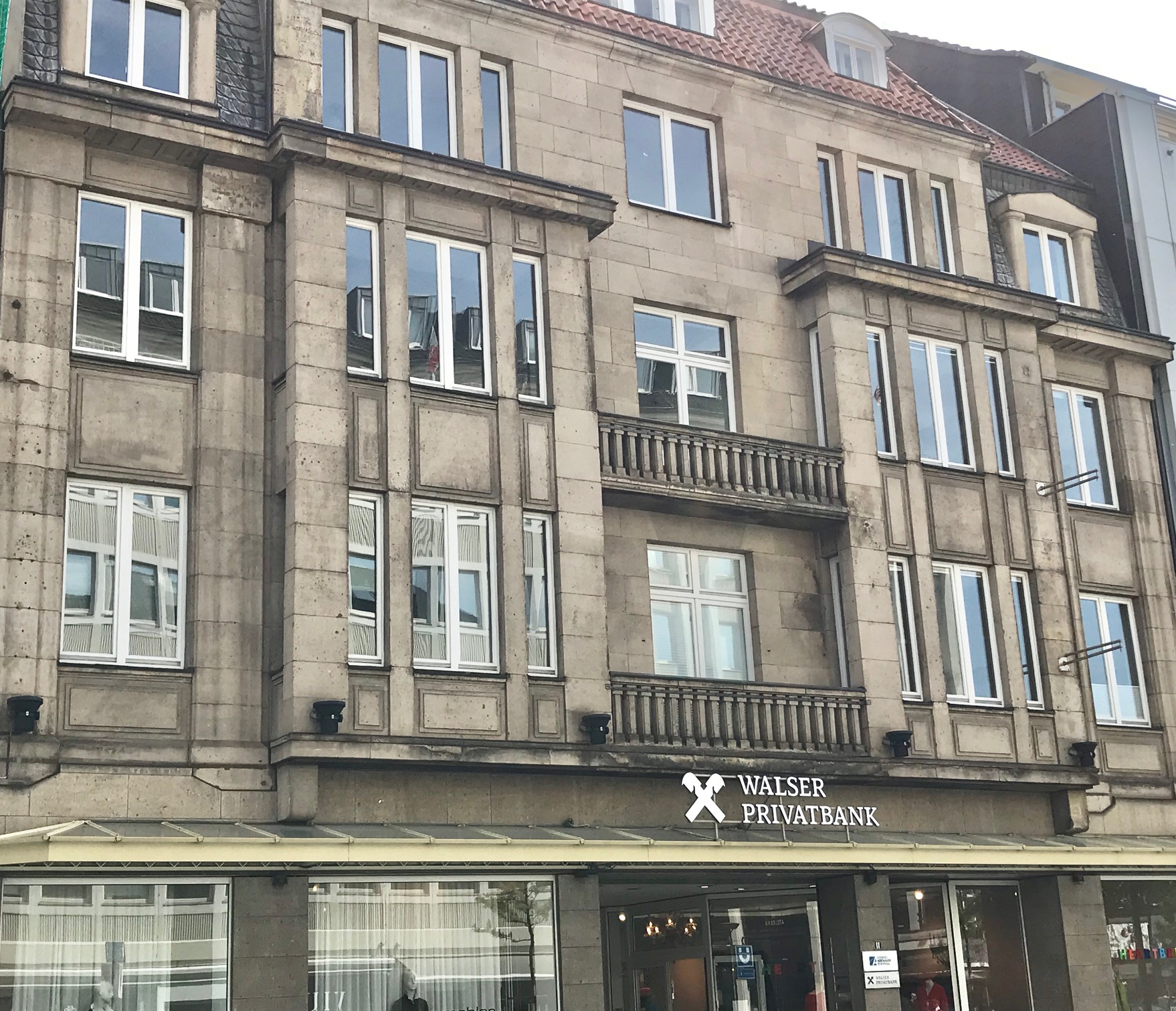
Walser Privatbank Deutschland – Düsseldorf

Die ehemalige Walser Privatbank war eine Bank mit Sitz in Riezlern in Österreich. Sie wurde ursprünglich 1894 als regionaler „Spar- und Darlehenskassenverein Mittelberg“ gegründet. Im Jahr 2022 verschmolz die Walser Privatbank (Private-Banking-Einheit der Walser Raiffeisen Bank) mit der AlpenBank zur Alpen Privatbank.

## Geschichte
Die Bank wurde 1894 als „Spar- und Darlehenskassenverein Mittelberg“ im österreichischen Kleinwalsertal gegründet. 1964 wurde sie in „Raiffeisenbank Kleinwalsertal“ umbenannt, 2010 in „Walser Privatbank“. 2011 wurden Niederlassungen in Düsseldorf und Stuttgart eröffnet.
2016 wurde gegen Bankmitarbeiter ein Verfahren wegen Verdachts der Beihilfe zur Steuerhinterziehung eingeleitet. Die Walser Privatbank bezahlte ein Bußgeld von über 5,4 Mio. Euro.
Der Schwerpunkt der Bank lag auf Private Banking, vor allem für Kunden mit einem Vermögen von mindestens 300.000 Euro aus Deutschland. Das Geschäftsvolumen betrug knapp 2,9 Mrd. Euro (Stand: 31. Dezember 2017). Neben ihrem Hauptsitz im Kleinwalsertal unterhielt die Bank Niederlassungen in Düsseldorf und Stuttgart. Aufgrund der Lage im Zollausschlussgebiet Kleinwalsertal war die Walser Privatbank deutsches Wirtschaftsgebiet, aber nicht Befugnisgebiet des deutschen Zolls. „Das Kleinwalsertal profitierte viele Jahre als Bankstandort vom österreichischen Bankgeheimnis.“